# Holandia na Zimowej Uniwersjadzie 2013
Holandia na Zimowej Uniwersjadzie 2013 reprezentowana była przez 11 sportowców.

## Medale
| Medal | Zawodnik            | Dyscyplina          | Konkurencja  | Data       |
| ----- | ------------------- | ------------------- | ------------ | ---------- |
| Złoto | Pim Cazemier        | łyżwiarstwo szybkie | 10000 metrów | 18 grudnia |
| Brąz  | Janne van Enckevort | narciarstwo dowolne | slopestyle   | 18 grudnia |

## Reprezentanci

### Łyżwiarstwo szybkie

#### Mężczyźni
- Pim Cazemier
- Pepijn van der Vinne
- Bauke Wiersma

| Konkurencja    | Zawodnik                                        | Wyścig 1. | Wyścig 1. | Wyścig 2. | Wyścig 2. | Finał    | Finał   |
| Konkurencja    | Zawodnik                                        | Czas      | Miejsce   | Czas      | Miejsce   | Czas     | Miejsce |
| -------------- | ----------------------------------------------- | --------- | --------- | --------- | --------- | -------- | ------- |
| 500 metrów     | Pepijn van der Vinne                            | 38,14     | 22.       | 38,72     | 23.       | 1:16,86  | 21.     |
| 500 metrów     | Bauke Wiersma                                   | 1:12,60   | 28.       | 37,52     | 17.       | 1:50,12  | 25.     |
| 1000 metrów    | Pepijn van der Vinne                            | —         | —         | —         | —         | 1:15,22  | 26.     |
| 1000 metrów    | Bauke Wiersma                                   | —         | —         | —         | —         | 1:16,21  | 28.     |
| 1500 metrów    | Pim Cazemier                                    | —         | —         | —         | —         | 1:51,51  | 11.     |
| 1500 metrów    | Pepijn van der Vinne                            | —         | —         | —         | —         | 1:56,16  | 25.     |
| 1500 metrów    | Bauke Wiersma                                   | —         | —         | —         | —         | 2:04,39  | 34.     |
| 5000 metrów    | Pim Cazemier                                    | —         | —         | —         | —         | 6:39,53  | 4.      |
| 10000 metrów   | Pim Cazemier                                    | —         | —         | —         | —         | 13:44,19 | złoto   |
| Bieg drużynowy | Pim Cazemier Pepijn van der Vinne Bauke Wiersma | 4:00,62   | 7. (FD)   | —         | —         | 4:01,76  | 7.      |

#### Kobiety
- Tessa Boogaard
- Aveline Hijlkema
- Natasja Roest
- Cerise Tersteeg

| Konkurencja    | Zawodniczka                                                                | Wyścig 1. | Wyścig 1. | Wyścig 2. | Wyścig 2. | Finał   | Finał   |
| Konkurencja    | Zawodniczka                                                                | Czas      | Miejsce   | Czas      | Miejsce   | Czas    | Miejsce |
| -------------- | -------------------------------------------------------------------------- | --------- | --------- | --------- | --------- | ------- | ------- |
| 500 metrów     | Tessa Boogaard                                                             | 42,24     | 19.       | 42,04     | 20.       | 1:24,29 | 20.     |
| 500 metrów     | Aveline Hijlkema                                                           | 41,72     | 17.       | 41,45     | 17.       | 1:23,17 | 16.     |
| 500 metrów     | Cerise Tersteeg                                                            | 41,70     | 16.       | 40,93     | 15.       | 1:22,64 | 15.     |
| 1000 metrów    | Tessa Boogaard                                                             | —         | —         | —         | —         | 1:22,94 | 15.     |
| 1000 metrów    | Aveline Hijlkema                                                           | —         | —         | —         | —         | 1:23,30 | 17.     |
| 1000 metrów    | Natasja Roest                                                              | —         | —         | —         | —         | 1:22,97 | 16.     |
| 1000 metrów    | Cerise Tersteeg                                                            | —         | —         | —         | —         | 1:24,09 | 19.     |
| 1500 metrów    | Tessa Boogaard                                                             | —         | —         | —         | —         | 1:22,94 | 15.     |
| 1500 metrów    | Aveline Hijlkema                                                           | —         | —         | —         | —         | 2:11,90 | 25.     |
| 1500 metrów    | Natasja Roest                                                              | —         | —         | —         | —         | 2:09,63 | 15.     |
| 1500 metrów    | Cerise Tersteeg                                                            | —         | —         | —         | —         | DSQ     | –       |
| 3000 metrów    | Natasja Roest                                                              | —         | —         | —         | —         | 4:39,16 | 17.     |
| 5000 metrów    | Natasja Roest                                                              | —         | —         | —         | —         | 7:56,41 | 14.     |
| Bieg drużynowy | Tessa Boogaard (eliminacje) Aveline Hijlkema Natasja Roest Cerise Tersteeg | 3:20,98   | 6. (FC)   | —         | —         | 3:17,29 | 6.      |

### Narciarstwo alpejskie

#### Mężczyźni
- Olaf Borsboom
- Maarten Meiners

| Konkurencja   | Zawodnik        | Zjazd 1. | Zjazd 1. | Zjazd 2. | Zjazd 2. | Suma    | Miejsce |
| Konkurencja   | Zawodnik        | Czas     | Miejsce  | Czas     | Miejsce  | Suma    | Miejsce |
| ------------- | --------------- | -------- | -------- | -------- | -------- | ------- | ------- |
| Zjazd         | Maarten Meiners | 1:16,92  | 25.      | —        | —        | 1:16,92 | 25.     |
| Supergigant   | Maarten Meiners | 1:23,38  | 5.       | —        | —        | 1:23,38 | 5.      |
| Slalom gigant | Maarten Meiners | 54,30    | 3.       | 53,77    | 12.      | 1:48,07 | 4.      |
| Slalom gigant | Olaf Borsboom   | 1:01,82  | 71.      | 59,98    | 61.      | 2:01,80 | 62.     |
| Slalom        | Olaf Borsboom   | 53,32    | 45.      | 56,39    | 40.      | 1:48,71 | 42.     |

| Konkurencja | Zawodnik        | Punkty | Punkty      | Punkty        | Punkty | Suma | Miejsce |
| Konkurencja | Zawodnik        | Zjazd  | Supergigant | Slalom gigant | Slalom | Suma | Miejsce |
| ----------- | --------------- | ------ | ----------- | ------------- | ------ | ---- | ------- |
| Kombinacja  | Maarten Meiners | 76     | 103         | 106           | –      | 285  | 10.     |

#### Kobiety
- Mandy Dirkzwager

| Konkurencja   | Zawodniczka      | Zjazd 1. | Zjazd 1. | Zjazd 2. | Zjazd 2. | Suma | Miejsce |
| Konkurencja   | Zawodniczka      | Czas     | Miejsce  | Czas     | Miejsce  | Suma | Miejsce |
| ------------- | ---------------- | -------- | -------- | -------- | -------- | ---- | ------- |
| Slalom gigant | Mandy Dirkzwager | 59,34    | 47.      | DNF      | DNF      | DNF  | –       |
| Slalom        | Mandy Dirkzwager | 54,11    | 36.      | DNF      | DNF      | DNF  | –       |

### Narciarstwo dowolne
- Janne van Enckevort

| Konkurencja         | Zawodnik         | Przejazd | Miejsce |
| ------------------- | ---------------- | -------- | ------- |
| Slopestyle mężczyzn | Szczepan Karpiel | 84,20    | brąz    |